# Porta di Erode
La Porta di Erode (in arabo باب الزاهرة‎?, Bāb al-Zāhirah; in ebraico שער הפרחים‎?, Sha'ar HaPrakhim) è una delle entrate alla Città Vecchia di Gerusalemme. Si trova nella parte nord poco distante dalla Porta di Damasco e conduce al quartiere musulmano.

## Storia
Il 15 luglio 1099 i crociati penetrarono e conquistarono Gerusalemme aprendo una breccia nelle mura presso la porta di Erode.
Questa porta si apre all'interno di una torre posta tra le mura. È una delle porte più recenti di Gerusalemme. Al tempo in cui Solimano il Magnifico costruì le mura cittadine (1537-1541), c'era una piccola porta situata nella parte est della torre che veniva raramente utilizzata.
Nel 1875, per offrire un passaggio verso la città vecchia e in nuovi quartieri che stavano sorgendo fuori dalle mura, gli Ottomani aprirono una nuova porta nel lato frontale della torre che offriva un accesso migliore e serrarono la porta laterale.

## Nomi
Porta di Erode è il nome cristiano attribuito nel XVI - XVII secolo dai pellegrini cristiani i quali credevano erroneamente che l'abitazione di Erode Antipa fosse nelle vicinanze.
Bab az-Zahra è il nome arabo poiché in prossimità della porta è situato il quartiere arabo di Bab az-Zahara. Az-Zahra è una storpiatura del nome As-Sahira dato al luogo dove venivano seppellite le persone che avevano sostenuto l'Hajj alla Mecca.
Sha'ar HaPrakhim, "Porta dei fiori", è il nome ebraico viene comunemente interpretato come una traduzione del nome arabo Bab az-Zahra. L'etimologia potrebbe fare pensare anche ad un collegamento con la rappresentazione floreale che decora la porta.